# Dance Alone
Dance Alone é uma canção da cantora Jana Burčeska. Ela irá representar a Macedónia no Festival Eurovisão da Canção 2017.